# Étival-lès-le-Mans
Étival-lès-le-Mans là một xã thuộc tỉnh Sarthe trong vùng Pays-de-la-Loire tây bắc nước Pháp. Xã này nằm ở khu vực có độ cao từ 43-101 mét trên mực nước biển.